# Donchery
Donchery, parfois nommé Donchery-sur-Meuse, est une commune française située dans le département des Ardennes en région Grand Est.

## Géographie
Les communes limitrophes sont Cheveuges, Glaire, Saint-Menges, Sedan, Villers-sur-Bar, Vrigne-Meuse et Vrigne aux Bois.
Donchery se trouve sur une boucle de la Meuse, à quelques kilomètres à l'ouest de Sedan, dont elle est limitrophe. Le territoire de la commune a une forme de huit, orienté du nord au sud. Le bourg de Donchery se situe au sud, sur le bord de la Meuse. La partie haute du « huit » est largement couverte par la forêt domaniale des Ardennes. La Meuse constitue la limite orientale de la commune, mais celle-ci s'étend un peu de l'autre côté du fleuve au sud.
La commune est desservie par voie ferrée (gare SNCF de Donchery) et par l'autoroute A203 (sortie 5, Donchery) qui traversent le territoire de la commune d'ouest en est.
Il est traversé par la Claire (rivière).
|                        | Vresse-sur-Semois ( Belgique) |              |
| Bosseval-et-Briancourt | Donchery (Haut du « Huit »)   | Saint-Menges |
|                        | Donchery (Bas du « Huit »)    |              |

| Vrigne-aux-Bois | Bosseval-et-Briancourt     | Donchery (Bas du « Huit ») |
| Vrigne-Meuse    | Donchery (Bas du « Huit ») | Glaire                     |
| Villers-sur-Bar | Cheveuges                  | Sedan                      |

### Hydrographie
La commune est dans le bassin versant de la Meuse au sein du bassin Rhin-Meuse. Elle est drainée par la Meuse, le canal de l'Est Branche-Nord, le ruisseau la Vrigne, le ruisseau la Claire, le ruisseau de la Falizette, le ruisseau du Terne de la Borne et le ruisseau de Borne du Pilotis,.
La Meuse, d'une longueur de 486 km, est un fleuve européen qui prend sa source en France, dans la commune du Châtelet-sur-Meuse, à 409 mètres d'altitude, et se jette dans la mer du Nord après un cours long d'approximativement 950 kilomètres traversant la France, la Belgique et les Pays-Bas. Elle longe la commune sur son flanc est puis la traverse dans sa partie sud d'est en ouest, sur une longueur d'environ 4,4 km.
Le canal de l'Est Branche-Nord, d'une longueur de 141 km, est un chenal et un cours d'eau naturel navigable qui relie Givet à Troussey, où il rejoint le canal de la Marne au Rhin. Il se superpose, dans la commune, à la Meusesur une longueur d'environ 1 km.
Le ruisseau la Vrigne, d'une longueur de 17 km, prend sa source dans la commune de Gespunsart et se jette  dans la Meuse à Vrigne-Meuse, après avoir traversé sept communes.

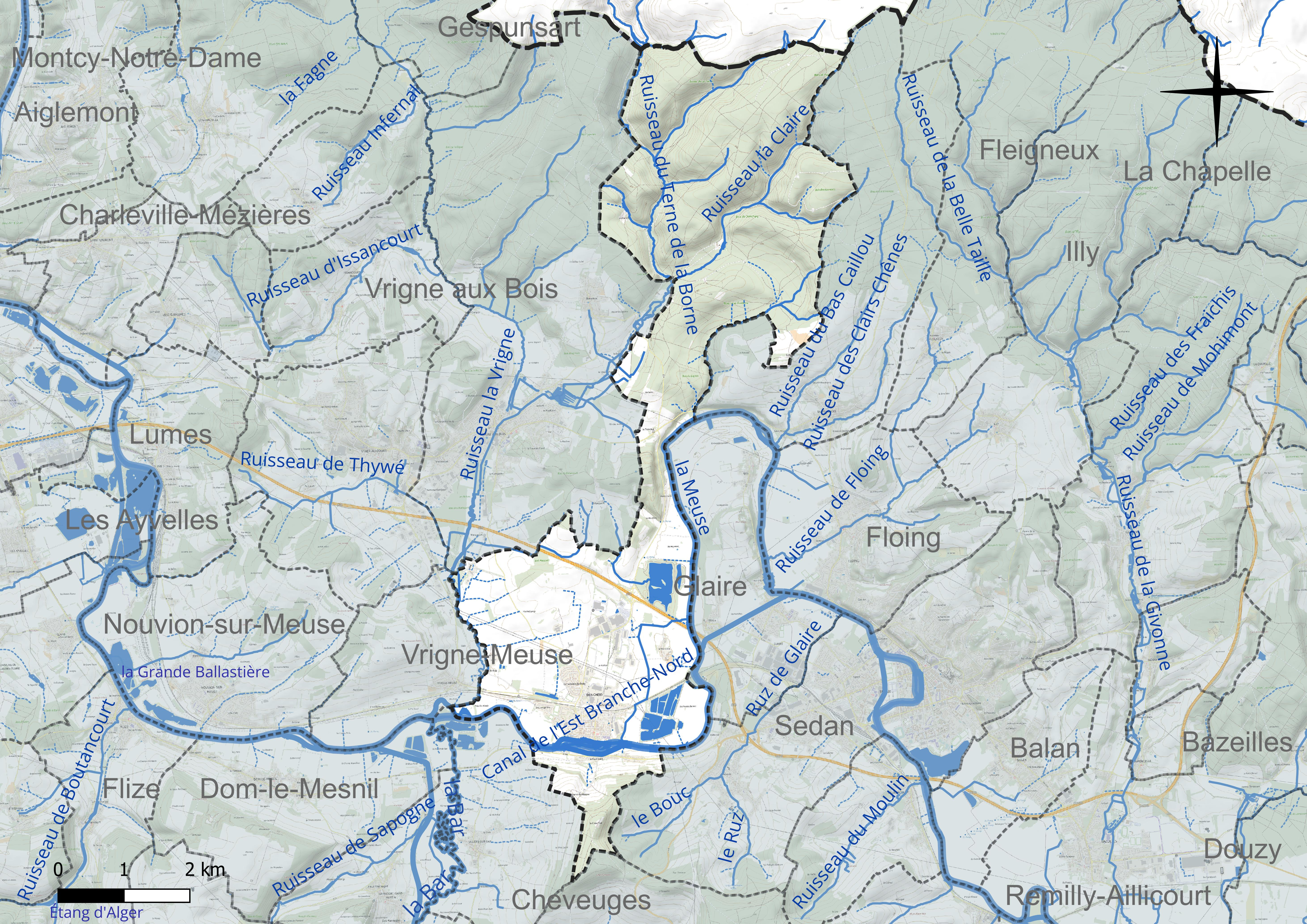
Réseau hydrographique de Donchery.

### Climat
Pour des articles plus généraux, voir Climat du Grand Est et Climat des Ardennes.
En 2010, le climat de la commune est de type climat des marges montargnardes, selon une étude du Centre national de la recherche scientifique s'appuyant sur une série de données couvrant la période 1971-2000. En 2020, Météo-France publie une typologie des climats de la France métropolitaine dans laquelle la commune est exposée à un climat océanique altéré et est dans la région climatique  Lorraine, plateau de Langres, Morvan, caractérisée par un hiver rude (1,5 °C), des vents modérés et des brouillards fréquents en automne et hiver.
Pour la période 1971-2000, la température annuelle moyenne est de 10 °C, avec une amplitude thermique annuelle de 15,6 °C. Le cumul annuel moyen de précipitations est de 895 mm, avec 13,7 jours de précipitations en janvier et 9,4 jours en juillet. Pour la période 1991-2020, la température moyenne annuelle observée sur la station météorologique de Météo-France la plus proche, « Douzy », sur la commune de Douzy à 12 km à vol d'oiseau, est de 10,5 °C et le cumul annuel moyen de précipitations est de 857,0 mm. 
La température maximale relevée sur cette station est de 40,3 °C, atteinte le 25 juillet 2019 ; la température minimale est de −14,8 °C, atteinte le 3 janvier 2004,,.
Les paramètres climatiques de la commune ont été estimés pour le milieu du siècle (2041-2070) selon différents scénarios d'émission de gaz à effet de serre à partir des nouvelles projections climatiques de référence DRIAS-2020. Ils sont consultables sur un site dédié publié par Météo-France en novembre 2022.

## Urbanisme

### Typologie
Au 1er janvier 2024, Donchery est catégorisée bourg rural, selon la nouvelle grille communale de densité à 7 niveaux définie par l'Insee en 2022.
Elle appartient à l'unité urbaine de Donchery, une unité urbaine monocommunale constituant une ville isolée,. Par ailleurs la commune fait partie de l'aire d'attraction de Charleville-Mézières, dont elle est une commune de la couronne,. Cette aire, qui regroupe 132 communes, est catégorisée dans les aires de 50 000 à moins de 200 000 habitants,.

### Occupation des sols
L'occupation des sols de la commune, telle qu'elle ressort de la base de données européenne d’occupation biophysique des sols Corine Land Cover (CLC), est marquée par l'importance des forêts et milieux semi-naturels (54,8 % en 2018), une proportion sensiblement équivalente à celle de 1990 (54,2 %). La répartition détaillée en 2018 est la suivante : 
forêts (42,2 %), prairies (32,7 %), milieux à végétation arbustive et/ou herbacée (12,6 %), terres arables (4 %), zones industrielles ou commerciales et réseaux de communication (3,3 %), eaux continentales (2,9 %), zones urbanisées (2,3 %). L'évolution de l’occupation des sols de la commune et de ses infrastructures peut être observée sur les différentes représentations cartographiques du territoire : la carte de Cassini (XVIIIe siècle), la carte d'état-major (1820-1866) et les cartes ou photos aériennes de l'IGN pour la période actuelle (1950 à aujourd'hui).

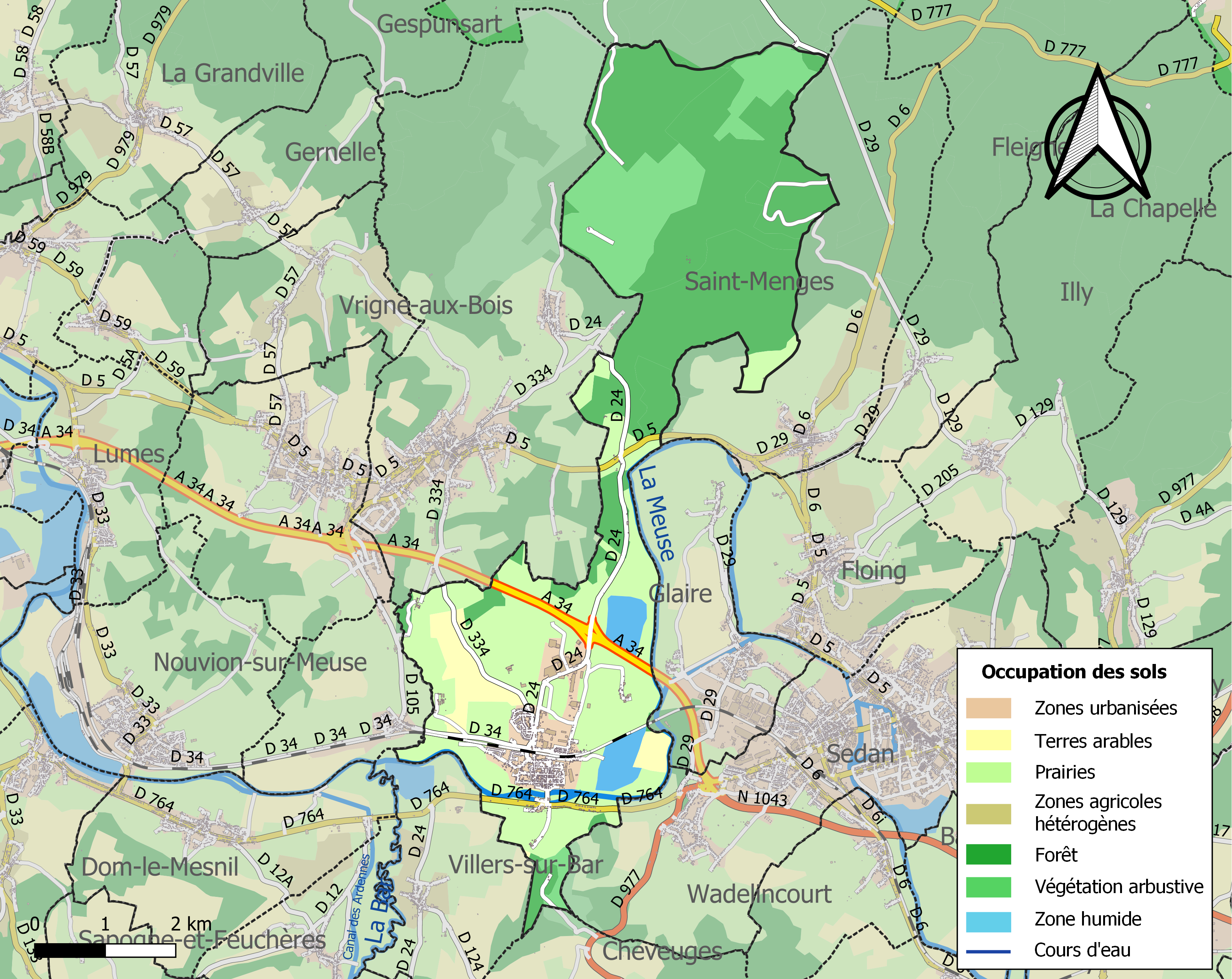
Carte des infrastructures et de l'occupation des sols de la commune en 2018 (CLC).

## Toponymie
Donchery fut d'abord appelée Castres, siège d'un comté de Castres aux Xe et XIe siècles.
Donchery, peut-être du bas latin domnus et du nom de saint Cyriacus « saint Cyriaque ».

## Histoire
Donchery fut d'abord appelée Castres. Le roi Charles le Gros avait en la ville une métairie. Depuis  le traité de Verdun en 843, Donchery était sur la frontière entre la Francie occidentale et la Lotharingie. 
Donchery fut rattachée à l'abbaye de Saint-Médard en 887, dans un contexte de grande instabilité et de menaces extérieures : À cette époque, les Normands multipliaient leurs incursions en remontant les fleuves pour piller les monastères et les villes. Donchery, située sur la frontière entre la Francie Occidentale et la Lotharingie, était particulièrement vulnérable. Après la prise de Soissons par les Normands, Charles III le Gros offrit la métairie seigneuriale de Donchery, ainsi que tous ses biens, à l'abbaye de Saint-Médard. Cette donation avait pour but de fournir un refuge aux religieux en temps de guerre ou d'invasion étrangère, et de permettre la construction d'un monastère pour le salut de leurs âmes.
Siège d'un comté de Castres aux Xe et XIe siècles, Pagus Castricius (également appelé pagus Castrensis) est un pagus qui s'étendait sur les deux rives de la haute Meuse, depuis Donchery par Mézières jusqu'au confluent de la Semois. Il était compris dans le diocèse propre de Reims.
En 1328, Louis Ier de Flandres, Comte de Rethel ordonna la construction des remparts. Au XIVe siècle la muraille incluait la porte de France au sud et la porte de Bourgogne au nord vers les états des Pays-Bas.
Au XVIIe siècle, la ville est au roi de France et, à la suite de la bataille de la Marfée, les troupes du duc de Bouillon vinrent mettre le siège sous les murs de la ville défendue par le capitaine Antoine de Saint-Sauflieu. La ville capitula le 14 juillet 1641 et fut mise au pillage par les Allemands et les Sedanais.

### Guerre franco-allemande de 1870
C'est à Donchery qu'eut lieu l'entrevue entre Napoléon III et Bismarck à la suite de la défaite de Sedan le 2 septembre 1870. Napoléon III, souhaitant rencontrer le roi de Prusse alors à Vendresse pour tenter d'atténuer les conditions de la capitulation française, sort de Sedan par la route impériale menant à Mézières. Pour déjouer ce projet, Bismarck vint à la rencontre de l'empereur à la hauteur d'une maison, appartenant à un tisserand, et située à proximité du pont de Donchery. Elle était abandonnée de ses habitants. À la suite d'une conversation houleuse et vaine, ils se dirigèrent vers le château de Bellevue, à Frénois, où fut signé l'acte de reddition de l'armée française, en présence de Napoléon III, Guillaume, roi de Prusse et Bismarck.

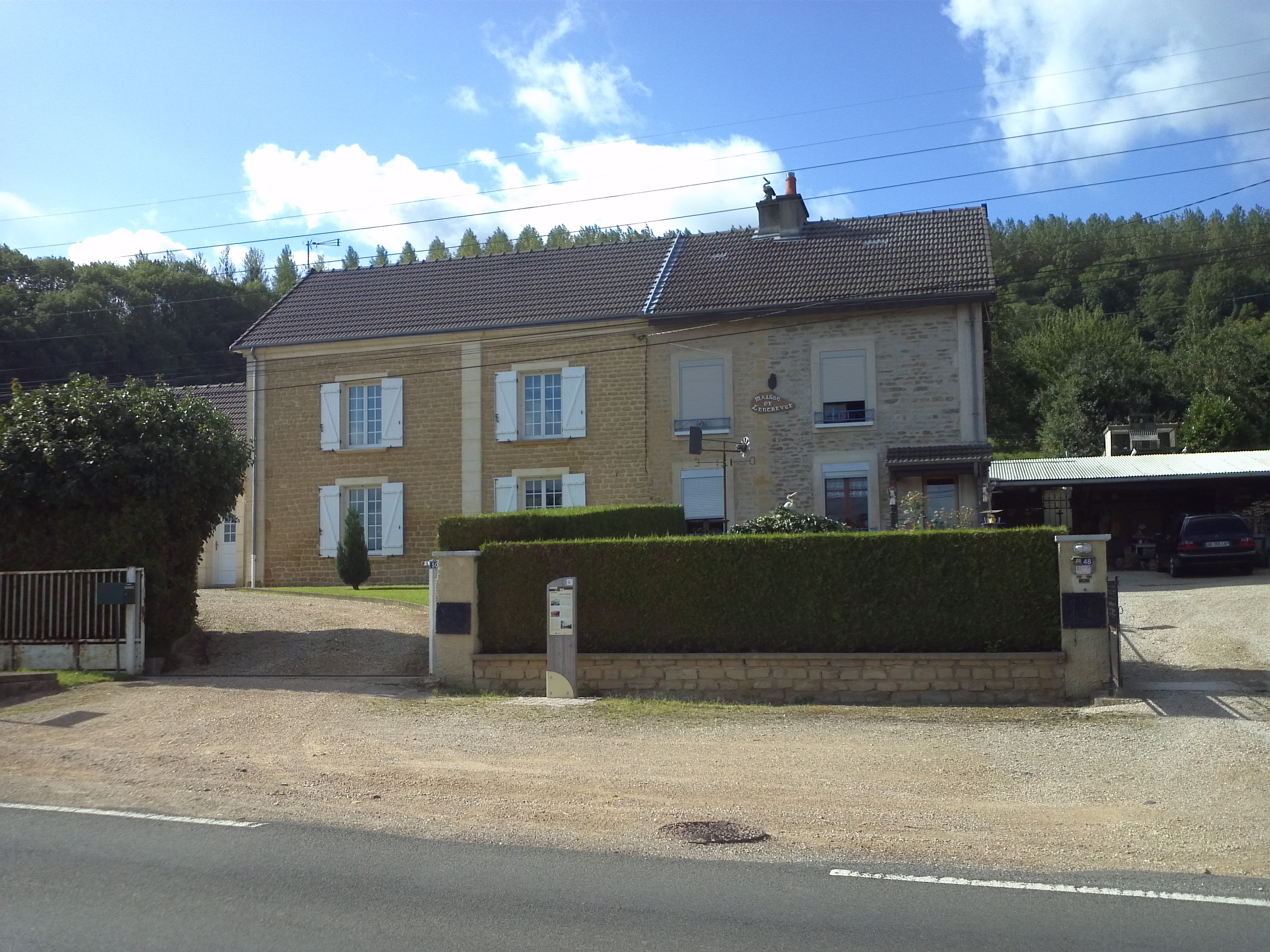
Maison du tisserand, située sur le bord de la route nationale, où a eu lieu l'entrevue de Napoléon III et de Bismark pour discuter les préliminaires de la capitulation de Sedan.

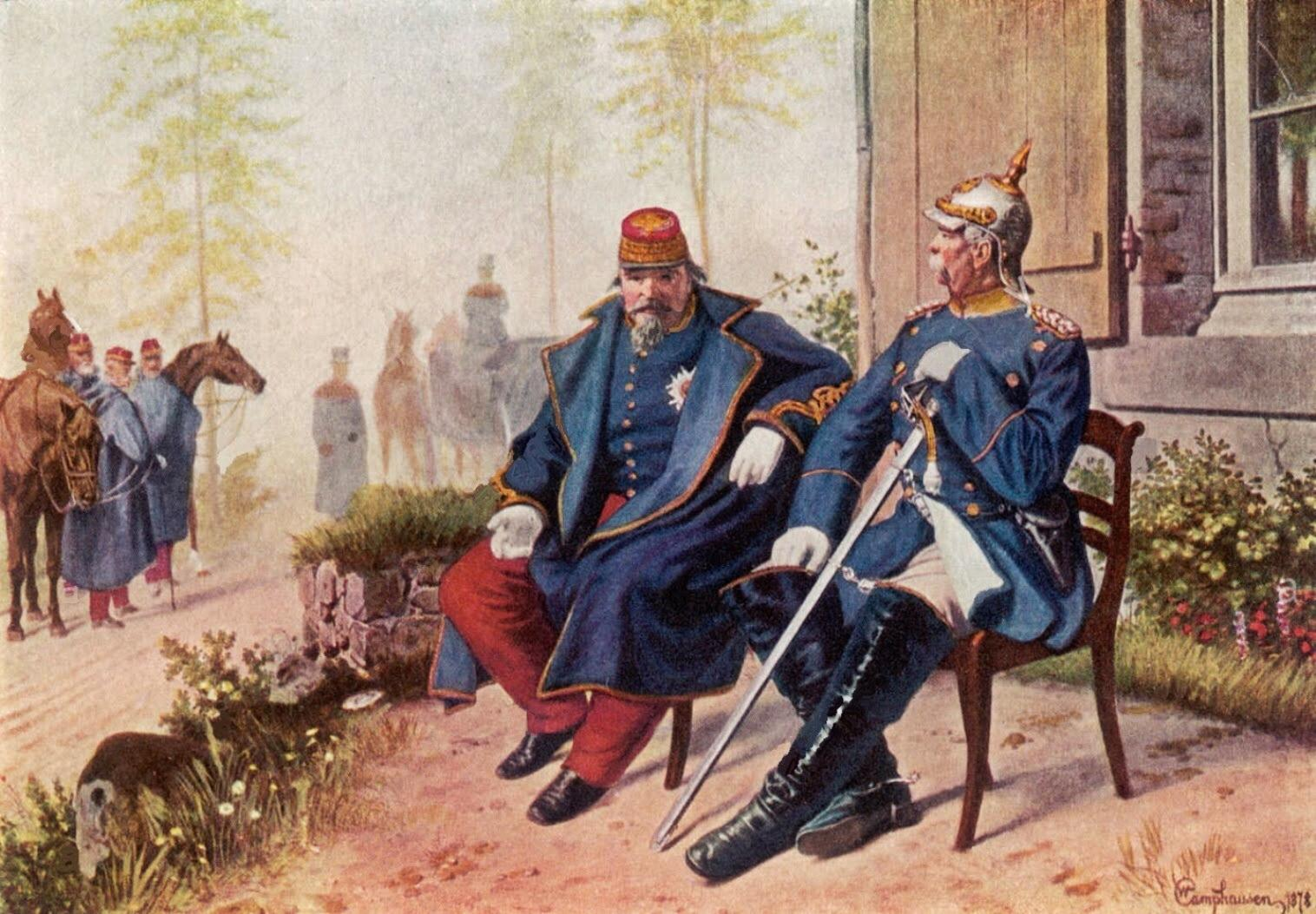
Entrevue de Napoléon III avec Bismarck après la défaite de Sedan du 2 septembre 1870 (peinture de 1878).

### Première Guerre mondiale
Au début de la Première Guerre mondiale, en août 1914, la ville est victime d'atrocités commises par l'armée impériale allemande, qui massacre la population et détruit une grande partie de la ville.

### Seconde Guerre mondiale
Le 13 mai 1940 dans l'après-midi, pendant la bataille de France, Donchery est prise par les Allemands de la 2. Panzer-Division de Rudolf Veiel, qui doit y passer la Meuse sur laquelle repose la ligne principale de résistance de l'armée française. La veille, le pont a été détruit par les Français, aussi les Allemands doivent-ils traverser à l'aide de canots pneumatiques. Les Français du III/147e régiment d'infanterie de forteresse (chef de bataillon Crousse) situés sur la rive gauche, appuient notamment leur défense sur des casemates. Mais les chars allemands, agissent depuis Donchery, en utilisant le remblai de la voie ferrée pour se mettre en défilement de tourelle, et « sont si nombreux que tous les blocs peuvent être simultanément pris à partie par quatre chars à la fois. ». Malgré tout, la défense française reste suffisamment intense pour faire faire échouer une première tentative,. Une seconde tentative finit par établir une tête de pont et élimine plusieurs casemates, mais la traversée reste difficile à cause de l'artillerie française, « les pertes sont nombreuses ». La situation est critique pour les assaillants passés sur la rive gauche, cependant le Schützen-Regiment 1 (de la 1. Panzer-Division) a traversé avec succès à Floing et enfoncé les défenses françaises jusqu'à Cheveuges, provoquant en début de soirée le repli des défenseurs menacés d'être pris à revers.
Au soir du 13 mai 1940 le XIX. Armee-Korps (mot.) (dont fait partie la 2. Panzer-Division) de Heinz Guderian vient ainsi d'établir une large tête de pont qui entraîna la percée de Sedan, provoquant elle-même l'effondrement des armées alliées en Belgique et dans le Nord de la France dans les jours qui suivent.

## Politique et administration

### Liste des maires
| Période                                  | Période                   | Identité                                        | Étiquette  | Qualité                                                                |
| ---------------------------------------- | ------------------------- | ----------------------------------------------- | ---------- | ---------------------------------------------------------------------- |
| Les données manquantes sont à compléter. |                           |                                                 |            |                                                                        |
| 1919                                     | 1922                      | Paul Henri Mauvy                                |            |                                                                        |
| 1922                                     | 1924                      | Edgard Raulin                                   |            |                                                                        |
| 1924                                     | 1927                      | Alfred Goffinon                                 |            |                                                                        |
| 1927                                     | 1929                      | Émile Melchior                                  |            |                                                                        |
| 1929                                     | 1944                      | Romain Casiez                                   |            |                                                                        |
| 1944                                     | 1946                      | Georges Mangenot                                |            |                                                                        |
| 1946                                     | 1947                      | Paul Marchois                                   |            |                                                                        |
| 1947                                     | 1959                      | Georges Mangenot                                |            |                                                                        |
| 1959                                     | 1965                      | Maurice Briancourt                              |            |                                                                        |
| 1965                                     | 1977                      | Robert Domange                                  |            |                                                                        |
| 1977                                     | 1989                      | Jean-Louis Jason                                | Ecologiste | Instituteur                                                            |
| 1989                                     | 1995                      | Jean-Claude Marbeuhan                           |            |                                                                        |
| 1995                                     | 2001                      | Patrick Nicolas                                 |            |                                                                        |
| 2001                                     | 2005                      | Michel Périn                                    | DVG        |                                                                        |
| 2005                                     | En cours (au 31 mai 2020) | Christian Welter Réélu pour le mandat 2020-2026 | UMP → LR   | Médecin généraliste, Réélu en 2021 à la suite d'une élection partielle |

## Économie
Donchery dispose zone industrielle 103,76 hectares jouxtant l'autoroute A34. Cette zone industrielle accueille 17 entreprises en 2024, dont Invicta.

## Démographie
L'évolution du nombre d'habitants est connue à travers les recensements de la population effectués dans la commune depuis 1793. Pour les communes de moins de 10 000 habitants, une enquête de recensement portant sur toute la population est réalisée tous les cinq ans, les populations de référence des années intermédiaires étant quant à elles estimées par interpolation ou extrapolation. Pour la commune, le premier recensement exhaustif entrant dans le cadre du nouveau dispositif a été réalisé en 2008.

En 2022, la commune comptait 1 989 habitants, en évolution de −7,23 % par rapport à 2016 (Ardennes : −2,97 %, France hors Mayotte : +2,11 %).
| 1793  | 1800  | 1806  | 1821  | 1831  | 1836  | 1841  | 1846  | 1851  |
| ----- | ----- | ----- | ----- | ----- | ----- | ----- | ----- | ----- |
| 1 650 | 1 515 | 1 483 | 1 427 | 1 537 | 1 784 | 2 032 | 1 977 | 1 817 |

| 1866  | 1872  | 1876  | 1881  | 1886  | 1891  | 1896  | 1901  | 1906  |
| ----- | ----- | ----- | ----- | ----- | ----- | ----- | ----- | ----- |
| 1 978 | 1 891 | 1 970 | 1 909 | 1 984 | 1 921 | 1 979 | 1 915 | 1 946 |

| 1911  | 1921  | 1926  | 1931  | 1936  | 1946  | 1954  | 1962  | 1968  |
| ----- | ----- | ----- | ----- | ----- | ----- | ----- | ----- | ----- |
| 1 777 | 1 220 | 1 618 | 1 785 | 1 826 | 1 405 | 1 556 | 1 598 | 1 963 |

| 1975  | 1982  | 1990  | 1999  | 2006  | 2008  | 2013  | 2018  | 2022  |
| ----- | ----- | ----- | ----- | ----- | ----- | ----- | ----- | ----- |
| 2 346 | 2 293 | 2 362 | 2 393 | 2 406 | 2 409 | 2 245 | 2 029 | 1 989 |

## Héraldique
| Armes de Donchery | Les armes de Donchery se blasonnent ainsi : de gueules aux deux râteaux démanchés d’or, soutenus de la lettre D capitale du même. |

## Lieux et monuments
- Le hameau de Montimont.
- Chapelle Saint-Onésime en haut de la colline de la Croix Piot[45].
- Les remparts dont construction a été ordonnée en 1328 par Louis Ier de Flandres, Comte de Rethel[25]
- Le corps de garde, plus ancien bâtiment de Donchery
- Église Sainte-Onésime, classée au titre des monuments historiques en 1911[46].

- Église du Dancourt. Située dans le hameau du même nom, cette église, qui date du XIIIe siècle, fut en partie détruite lors d'un bombardement allemand pendant la Première Guerre mondiale.

- Donchery est médiatiquement connue dans le cadre de l'affaire Fourniret car le château du Sautou se trouve sur le territoire de la commune. Ce petit manoir du XIXe siècle, isolé et entouré par 15 hectares de terrain et par la forêt ardennaise a été la propriété du tueur en série. Les restes des corps de Jeanne-Marie Desramault et d'Élisabeth Brichet, deux de ses victimes, disparues respectivement le 18 mars 1989 à Charleville-Mézières et le 20 décembre 1989 à Saint-Servais en Belgique, y ont été retrouvés le 3 juillet 2004. Michel Fourniret avait pu acheter ce château grâce au magot du gang des postiches sur lequel il avait réussi à mettre la main.

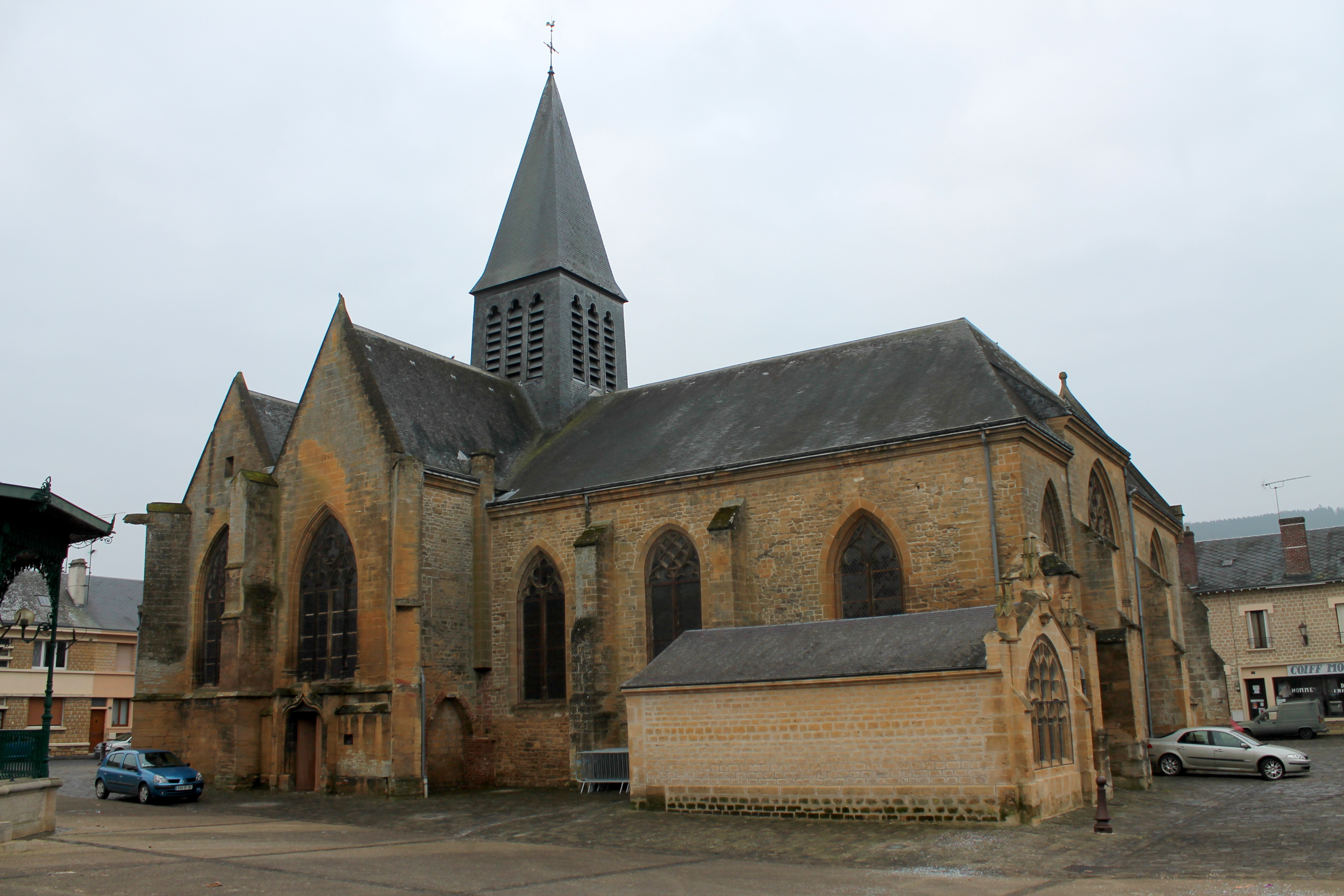
Église Sainte-Onésime de Donchery.
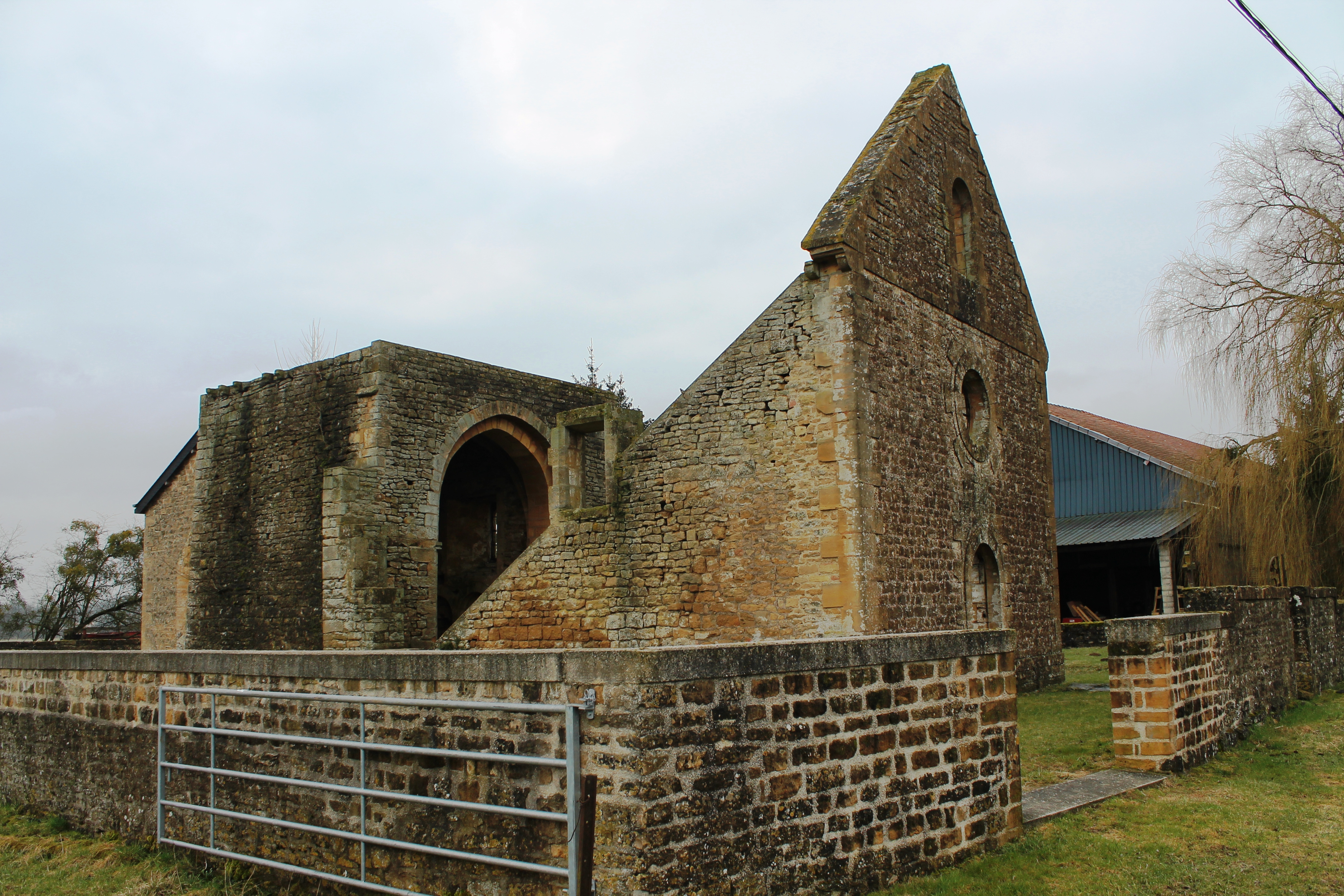
Église du Dancourt.
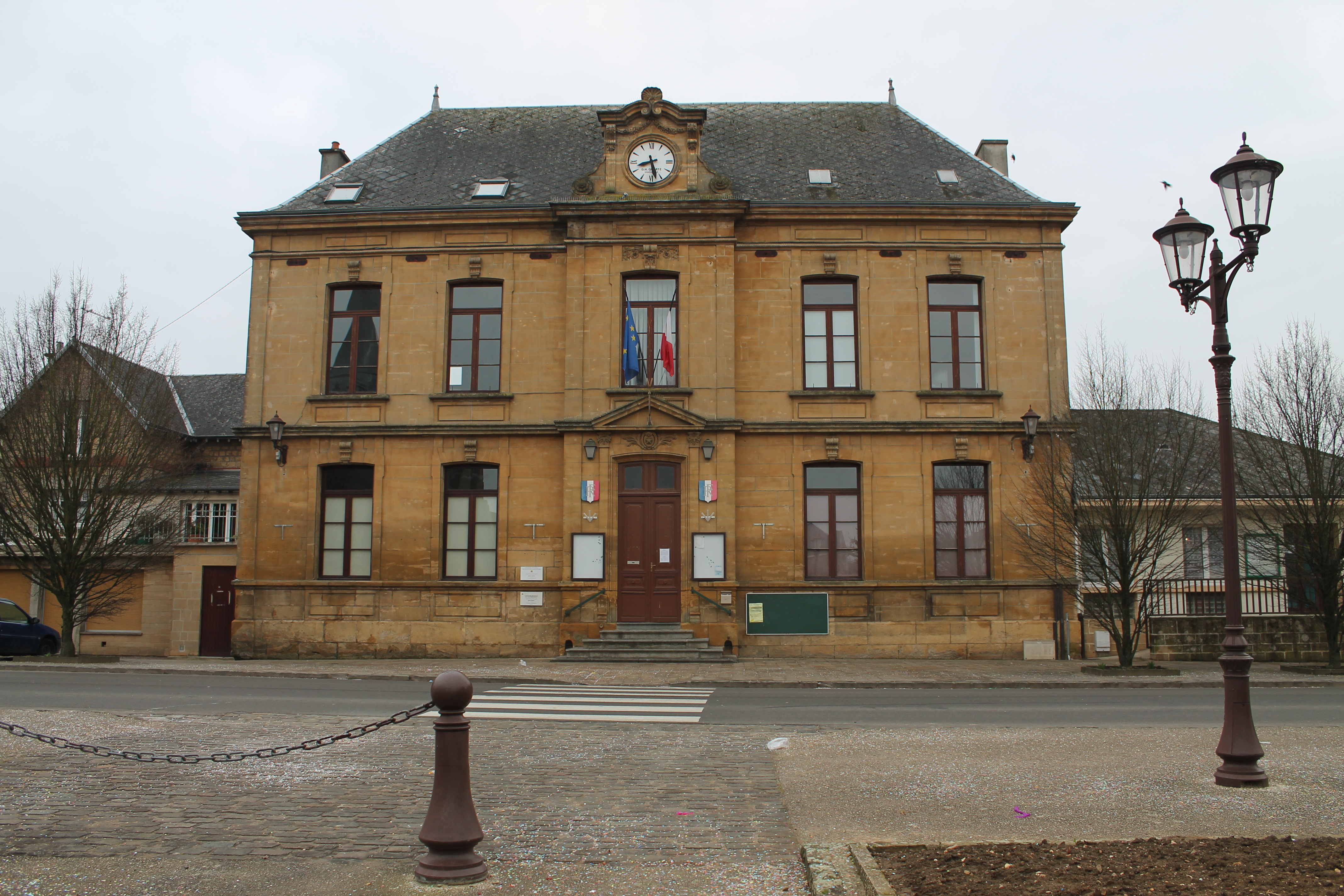
La mairie de Donchery.
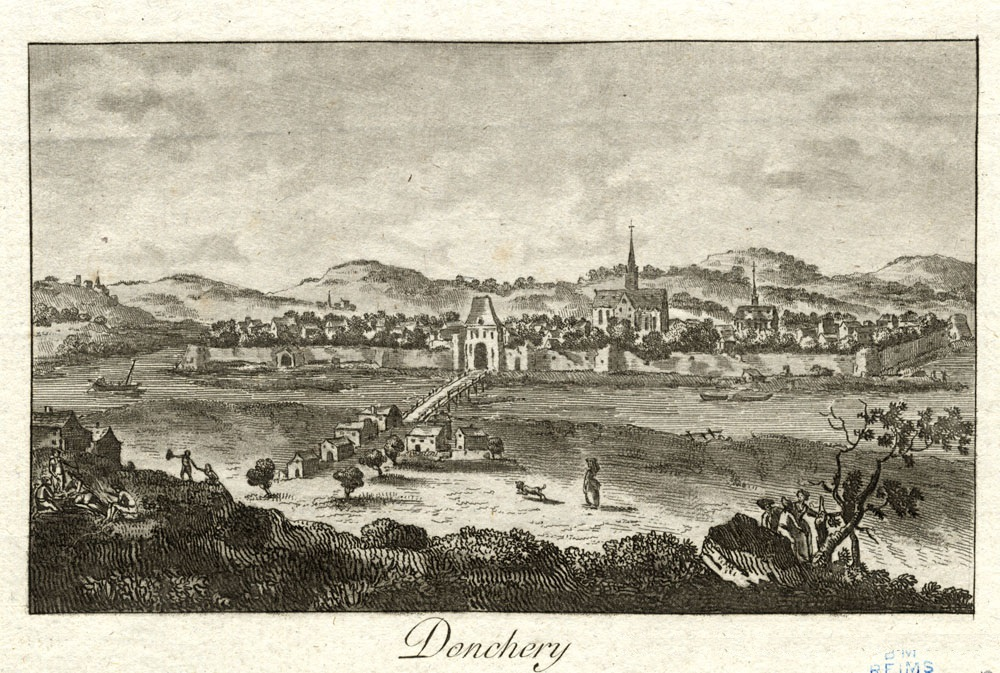
Vue ancienne de Donchery.
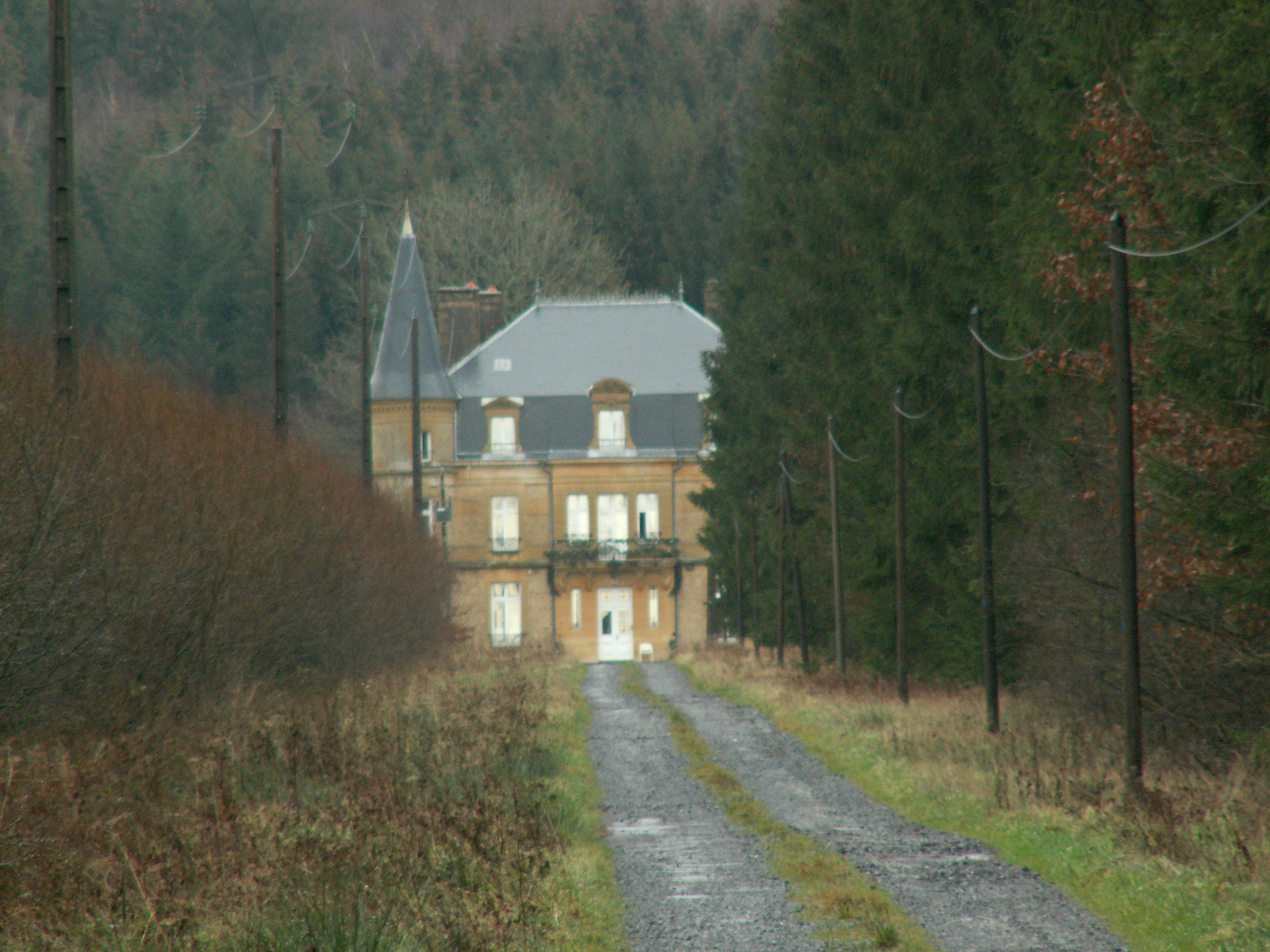
Château du Sautou.

## Personnalités liées à la commune
- Jean-Baptiste-Onésime Philippoteaux (1759-1845), homme politique né à Donchery, député des Ardennes.
- André Adrien Joseph de La Bruyère (1768-1808), général d'empire né à Donchery.
- Léo Fontan (1884-1965), artiste-peintre né à Donchery, a entre autres réalisé des fresques décoratives pour des paquebots comme l'Île-de-France.
- Joël Muller (1952- ), footballeur, puis entraîneur de l'équipe de Metz, puis de Lens, y est né.